# Seconda Divisione FIDAF 2018
La Seconda Divisione FIDAF 2018 è l'11ª edizione del campionato di football americano di Seconda Divisione organizzato dalla FIDAF (35ª edizione del campionato di secondo livello). Vi partecipano 24 squadre. Il campionato è diviso in sei gironi, formati da 4 team ciascuno.
Il 2 marzo è stata annunciata la prosecuzione della partnership tra FIDAF e Havas Media fino al 2020 e la sede del SilverBowl, che sarà lo Stadio Sergio Lanfranchi di Parma.

## Squadre partecipanti
Le modifiche nell'organico rispetto all'edizione 2017 sono le seguenti:
- i Blackbills si sono separati nelle due componenti originarie (Blacks Rivoli e Bills Cavallermaggiore), che hanno sospeso l'attività; i Blacks si sono comunque iscritti alla federazione, mentre i Bills non risultano presenti sul pannello federale
- i Barbari Roma Nord e i Gladiatori Roma si sono uniti andando a formare i Pretoriani Roma, che partecipano alla Seconda Divisione
- gli Elephants Catania e i Ravens Imola partecipano alla Terza Divisione
- i Sentinels Isonzo, gli Squali Palermo e i Mastiffs Canavese (con un team unito ai Blitz San Carlo) sono ammessi alla Seconda Divisione in seguito a un bando[2]
- i Frogs Legnano riprendono l'attività e sono ammessi alla Seconda Divisione per decisione del Consiglio Federale[2].
- gli Etruschi Livorno partecipano alla Seconda Divisione con un team congiunto agli Storms Pisa col nome di West Coast Raiders.

| Club                          | Città                      | Stadio                                             | Sponsor ufficiale | Risultato nella stagione 2017                                                                            |
| ----------------------------- | -------------------------- | -------------------------------------------------- | ----------------- | --- |
| Bengals Brescia               | Brescia                    |                                                    |                   | Wild Card                                                                                                |
| Blue Storms Busto Arsizio     | Busto Arsizio (VA)         |                                                    |                   | Quarti di finale                                                                                         |
| Braves Bologna                | Bologna                    |                                                    |                   | Wild Card                                                                                                |
| Cavaliers Castelfranco Veneto | Castelfranco Veneto (TV)   |                                                    |                   | Wild Card                                                                                                |
| Chiefs Ravenna                | Ravenna                    | Chiefs Field "Terzo Sirotti"                       |                   | 3º posto in regular season Seconda Divisione (girone C)                                                  |
| Crusaders Cagliari            | Cagliari                   |                                                    |                   | 4º posto in regular season Seconda Divisione (girone F)                                                  |
| Daemons Martesana             | Cernusco sul Naviglio (MI) | Centro Sportivo Scirea                             |                   | 4º posto in regular season Seconda Divisione (girone E)                                                  |
| Frogs Legnano                 | Legnano (MI)               |                                                    |                   | Inattivi                                                                                                 |
| Gorillas Varese               | Varese                     |                                                    |                   | 3º posto in regular season Seconda Divisione (girone F)                                                  |
| Hammers Monza Brianza         | Desio (MB)                 |                                                    |                   | 3º posto in regular season Seconda Divisione (girone E)                                                  |
| Hogs Reggio Emilia            | Reggio nell'Emilia         |                                                    |                   | Finalisti                                                                                                |
| Knights Sant'Agata            | Sant'Agata Bolognese (BO)  |                                                    |                   | 3º posto in regular season Seconda Divisione (girone D)                                                  |
| Mad Bulls Barletta            | Barletta                   |                                                    |                   | 4º posto in regular season Seconda Divisione (girone A)                                                  |
| Mastiffs Canavese             | Ivrea (TO)                 |                                                    |                   | 4º/5º posto in regular season Terza Divisione (girone F)                                                 |
| Mastini Verona                | Pescantina (VR)            |                                                    | AGSM              | Semifinalisti                                                                                            |
| Pretoriani Roma               | Roma                       |                                                    |                   | Quarti di finale                                                                                         |
| Red Jackets Sarzana           | Sarzana (SP)               |                                                    |                   | 3º posto in regular season Seconda Divisione (girone B)                                                  |
| Saints Padova                 | Padova                     | Stadio Plebiscito                                  |                   | 4º posto in regular season Seconda Divisione (girone D)                                                  |
| Sentinels Isonzo              | Ronchi dei Legionari       |                                                    |                   | Vincitori Ninebowl                                                                                       |
| Sharks Palermo                | Palermo                    |                                                    |                   | Finalisti Terza Divisione                                                                                |
| Skorpions Varese              | Varese                     |                                                    |                   | Wild Card                                                                                                |
| Vipers Modena                 | Modena                     |                                                    |                   | Quarti di finale                                                                                         |
| Warriors Bologna              | Bologna                    | Alfheim Field – Centro sportivo "Giorgio Bernardi" |                   | Semifinalisti                                                                                            |
| West Coast Raiders            | Pisa/Livorno               |                                                    |                   | 4º posto in regular season Seconda Divisione (girone B) (Storms)/Wild Card di Terza Divisione (Etruschi) |

## Stagione regolare

### Calendario

#### 1ª giornata
| Barletta 24 febbraio 2018, ore 20:30 | Mad Bulls Barletta | 21 – 7 (7-0 0-0 7-0 7-7) referto | West Coast Raiders | C.S. Manzi-Chiapulin (200 spett.) |

| Varese 24 febbraio 2018, ore 20:30 | Gorillas Varese | 12 – 21 (0-7 6-7 0-0 6-7) referto | Skorpions Varese | Jungle Field Nicolò De Peverelli (300 spett.) |

| Pescantina 24 febbraio 2018, ore 20:30 | Mastini Verona | 20 – 26 (0-0 0-14 14-6 6-6) referto | Cavaliers Castelfranco Veneto | C.S. Comunale (100 spett.)\| Arbitro: \| Zampedri \| |
| Arbitro:                               | Zampedri       |                                     |                               |                                                      |

| Brescia 24 febbraio 2018, ore 20:30 | Bengals Brescia | 19 – 30 (7-0 6-14 6-8 0-8) referto | Hogs Reggio Emilia | Centro Sportivo "Enrico Chico Nova" (80 spett.)\| Arbitro: \| Sala \| |
| Arbitro:                            | Sala            |                                    |                    |                                                                       |

| Desio 24 febbraio 2018, ore 21:00 | Hammers Monza Brianza | 22 – 10 (0-0 8-2 8-8 6-0) referto | Mastiffs Canavese | C.S. Comunale (350 spett.)\| Arbitro: \| Camossa \| |
| Arbitro:                          | Camossa               |                                   |                   |                                                     |

| Padova 25 febbraio 2018, ore 14:30 | Saints Padova | 22 – 6 (7-0 2-6 7-0 6-0) referto | Sentinels Isonzo | C.S. "Memo Geremia" (200 spett.)\| Arbitro: \| Zampedri \| |
| Arbitro:                           | Zampedri      |                                  |                  |                                                            |

| Modena 25 febbraio 2018, ore 14:30 | Vipers Modena | 47 – 6 (14-0 20-0 6-0 7-6) referto | Red Jackets Sarzana | Polisportiva Saliceta S. Giuliano |

| Roma 25 febbraio 2018, ore 14:50 | Pretoriani Roma | 38 – 7 (14-0 3-0 7-7 14-0) referto | Chiefs Ravenna | Centro sportivo Fulvio Bernardini (400 spett.)\| Arbitro: \| R. Passalacqua \| |
| Arbitro:                         | R. Passalacqua  |                                    |                |                                                                                |

#### 2ª giornata
| Livorno 4 marzo 2018, ore 15:30 | West Coast Raiders | 13 – 43 (07- 7-7 0-21 6-8) referto | Pretoriani Roma | Polisportiva Banditella (100 spett.)\| Arbitro: \| R. Passalacqua \| |
| Arbitro:                        | R. Passalacqua     |                                    |                 |                                                                      |

#### 3ª giornata
| Bologna 10 marzo 2018, ore 14:01 | Braves Bologna | 9 – 13 (0-7 7-3 2-0 0-3) referto | Sharks Palermo | C.S. Villa Pallavicini (50 spett.)\| Arbitro: \| Camossa \| |
| Arbitro:                         | Camossa        |                                  |                |                                                             |

| Monfalcone 10 marzo 2018, ore 19:58 | Sentinels Isonzo | 6 – 27 (0-3 6-7 0-3 0-14) referto | Mastini Verona | Stadio O. Cosulich (135 spett.)\| Arbitro: \| Sabidussi \| |
| Arbitro:                            | Sabidussi        |                                   |                |                                                            |

| Brescia 10 marzo 2018, ore 20:30 | Bengals Brescia | 18 – 16 (6-0 0-8 12-0 0-8) referto | Red Jackets Sarzana | Centro Sportivo "Enrico Chico Nova" (60 spett.)\| Arbitro: \| Zampedri \| |
| Arbitro:                         | Zampedri        |                                    |                     |                                                                           |

| Marina di Ravenna 10 marzo 2018, ore 20:35 | Chiefs Ravenna | 27 – 7 (6-0 14-0 7-0 0-7) referto | Mad Bulls Barletta | Campo Comunale (200 spett.)\| Arbitro: \| Camossa \| |
| Arbitro:                                   | Camossa        |                                   |                    |                                                      |

| Bologna 10 marzo 2018, ore 21:00 | Warriors Bologna | 35 – 0 (6-0 22-0 0-0 7-0) referto | Knights Sant'Agata | Alfheim Field – Centro sportivo "Giorgio Bernardi" (300 spett.)\| Arbitro: \| U. di Bari \| |
| Arbitro:                         | U. di Bari       |                                   |                    |                                                                                             |

| Modena 11 marzo 2018, ore 14:30 | Vipers Modena | 25 – 7 (7-7 6-0 0-0 12-0) referto | Hogs Reggio Emilia | Polisportiva Saliceta S. Giuliano |

| Cernusco sul Naviglio 11 marzo 2018, ore 14:30 | Daemons Martesana | 0 – 7 (0-0 0-0 0-0 0-7) referto | Hammers Monza Brianza | C.S. G.Scirea (30 spett.)\| Arbitro: \| G. Rizzello \| |
| Arbitro:                                       | G. Rizzello       |                                 |                       |                                                        |

| Castelfranco Veneto 11 marzo 2018, ore 15:00 | Cavaliers Castelfranco Veneto | 0 – 17 (0-7 0-0 0-3 0-7) referto | Saints Padova | C.S. Comunale (80 spett.)\| Arbitro: \| G. Davis \| |
| Arbitro:                                     | G. Davis                      |                                  |               |                                                     |

| San Giorgio Canavese 11 marzo 2018, ore 15:00 | Mastiffs Canavese | 50 – 0 (21-0 21-0 2-0 6-0) referto | Frogs Legnano | Campo Sportivo (200 spett.)\| Arbitro: \| A. Maghini \| |
| Arbitro:                                      | A. Maghini        |                                    |               |                                                         |

#### 4ª giornata
| Vedano Olona 17 marzo 2018, ore 18:30 | Skorpions Varese | 0 – 16 (0-7 0-0 0-0 0-9) referto | Blue Storms Busto Arsizio | Campo Skorpions Varese (100 spett.)\| Arbitro: \| F. Garlaschi \| |
| Arbitro:                              | F. Garlaschi     |                                  |                           |                                                                   |

| Cagliari 17 marzo 2018, ore 20:00 | Crusaders Cagliari | 16 – 0 (6-0 0-0 3-0 7-0) referto | Gorillas Varese | C.S Monte Claro (100 spett.) |

| Barletta 17 marzo 2018, ore 20:30 | Mad Bulls Barletta | 13 – 56 (0-14 7-14 0-21 6-7) referto | Pretoriani Roma | C.S. Manzi-Chiapulin (100 spett.) |

| San Giuliano Terme 17 marzo 2018, ore 21:00 | West Coast Raiders | 12 – 14 (6-7 0-0 0-7 6-0) referto | Chiefs Ravenna | Stadio "G. Bui" (200 spett.)\| Arbitro: \| Mariotti \| |
| Arbitro:                                    | Mariotti           |                                   |                |                                                        |

| Bologna 17 marzo 2018, ore 21:10 | Warriors Bologna | 12 – 0 (0-0 6-0 6-0 0-0) referto | Braves Bologna | Alfheim Field – Centro sportivo "Giorgio Bernardi" (310 spett.)\| Arbitro: \| Sala \| |
| Arbitro:                         | Sala             |                                  |                |                                                                                       |

| Palermo 18 marzo 2018, ore 14:00 | Sharks Palermo | 20 – 10 (7-3 3-0 7-0 3-7) referto | Knights Sant'Agata | ASD Cantera Ribolla (2000 spett.)\| Arbitro: \| A. Chiello \| |
| Arbitro:                         | A. Chiello     |                                   |                    |                                                               |

| Bienate 18 marzo 2018, ore 15:00 | Frogs Legnano | 0 – 49 (0-14 0-14 0-14 0-7) referto | Daemons Martesana | Stadio di Bienate (150 spett.)\| Arbitro: \| G. Rizziello \| |
| Arbitro:                         | G. Rizziello  |                                     |                   |                                                              |

#### 5ª giornata
| Monfalcone 24 marzo 2018, ore 20:00 | Sentinels Isonzo | 14 – 55 (0-14 14-20 0-13 0-8) referto | Cavaliers Castelfranco Veneto | Stadio O. Cosulich (122 spett.)\| Arbitro: \| Valentino \| |
| Arbitro:                            | Valentino        |                                       |                               |                                                            |

| Borsano 24 marzo 2018, ore 20:00 | Frogs Legnano | 0 – 52 (0-22 0-16 0-7 0-7) referto | Hammers Monza Brianza | C.S. Borsanese (80 spett.)\| Arbitro: \| Zampedri \| |
| Arbitro:                         | Zampedri      |                                    |                       |                                                      |

| Sant'Agata Bolognese 24 marzo 2018, ore 20:30 | Knights Sant'Agata | 0 – 24 (0-7 0-0 0-7 0-10) referto | Braves Bologna | C.S. Bellei (300 spett.)\| Arbitro: \| G. Virone \| |
| Arbitro:                                      | G. Virone          |                                   |                |                                                     |

| Scandiano 24 marzo 2018, ore 20:30 | Hogs Reggio Emilia | 35 – 20 (21-8 14-6 0-0 0-6) referto | Red Jackets Sarzana | Stadio Andrea Torelli (200 spett.)\| Arbitro: \| Camossa \| |
| Arbitro:                           | Camossa            |                                     |                     |                                                             |

| Bienate 25 marzo 2018, ore 13:30 | Blue Storms Busto Arsizio | 31 – 6 (18-0 6-0 7-0 0-6) referto | Crusaders Cagliari | C.S. Bienate (100 spett.)\| Arbitro: \| V. Liguori \| |
| Arbitro:                         | V. Liguori                |                                   |                    |                                                       |

| Modena 25 marzo 2018, ore 14:30 | Vipers Modena | 13 – 0 (7-0 0-0 6-0 0-0) referto | Bengals Brescia | Polisportiva Saliceta S. Giuliano - Campo 1 |

| San Giorgio Canavese 24 marzo 2018, ore 15:00 | Mastiffs Canavese | 8 – 41 (0-6 0-15 0-6 8-14) referto | Daemons Martesana | Campo Sportivo (150 spett.)\| Arbitro: \| P. Moglia \| |
| Arbitro:                                      | P. Moglia         |                                    |                   |                                                        |

#### 6ª giornata - Interdivisionali
| Bienate 7 aprile 2018, ore 19:00 | Blue Storms Busto Arsizio | 9 – 7 (3-0 0-7 6-0 0-0) referto | Sharks Palermo | C.S. Bienate (100 spett.)\| Arbitro: \| Sala \| |
| Arbitro:                         | Sala                      |                                 |                |                                                 |

| Vedano Olona 7 aprile 2018, ore 19:15 | Skorpions Varese | 25 – 18 (6-0 6-6 6-6 7-6) referto | Knights Sant'Agata | Campo Skorpions Varese (110 spett.)\| Arbitro: \| Zampedri \| |
| Arbitro:                              | Zampedri         |                                   |                    |                                                               |

| Castelfranco Veneto 7 aprile 2018, ore 20:00 | Cavaliers Castelfranco Veneto | 31 – 18 (12-0 13-12 6-6 0-0) referto | Mad Bulls Barletta | C.S. Comunale (150 spett.)\| Arbitro: \| Z. Mancic \| |
| Arbitro:                                     | Z. Mancic                     |                                      |                    |                                                       |

| Brescia 7 aprile 2018, ore 20:30 | Bengals Brescia | 21 – 0 (7-0 7-0 0-0 7-0) referto | West Coast Raiders | Centro Sportivo "Enrico Chico Nova" (90 spett.)\| Arbitro: \| G. Rizzello \| |
| Arbitro:                         | G. Rizzello     |                                  |                    |                                                                              |

| Bologna 7 aprile 2018, ore 21:00 | Braves Bologna | 34 – 6 (14-0 7-6 7-0 6-0) referto | Daemons Martesana | KPRO Stadium (60 spett.)\| Arbitro: \| F. Garlaschi \| |
| Arbitro:                         | F. Garlaschi   |                                   |                   |                                                        |

| Desio 7 aprile 2018, ore 21:04 | Hammers Monza Brianza | 0 – 14 (0-0 0-6 0-8 0-0) referto | Red Jackets Sarzana | C.S. Comunale (200 spett.)\| Arbitro: \| Tomaz \| |
| Arbitro:                       | Tomaz                 |                                  |                     |                                                   |

| Bologna 7 aprile 2018, ore 21:05 | Warriors Bologna | 77 – 0 (27-0 21-0 20-0 9-0) referto | Frogs Legnano | Alfheim Field – Centro sportivo "Giorgio Bernardi" (300 spett.)\| Arbitro: \| G. Virone \| |
| Arbitro:                         | G. Virone        |                                     |               |                                                                                            |

| Cagliari 8 aprile 2018, ore 13:20 | Crusaders Cagliari | 17 – 49 (0-6 7-20 0-7 10-16) referto | Vipers Modena | C.S Monte Claro (50 spett.) |

| Roma 8 aprile 2018, ore 15:00 | Pretoriani Roma | 20 – 35 (6-7 14-14 0-0 0-14) referto | Saints Padova | Centro sportivo Fulvio Bernardini (600 spett.)\| Arbitro: \| Marcuccetti \| |
| Arbitro:                      | Marcuccetti     |                                      |               |                                                                             |

#### 7ª giornata - Interdivisionali
| Monfalcone 14 aprile 2018, ore 19:55 | Sentinels Isonzo | 9 – 20 (0-0 0-13 7-7 2-0) referto | Blue Storms Busto Arsizio | Stadio O. Cosulich (135 spett.)\| Arbitro: \| Sabidussi \| |
| Arbitro:                             | Sabidussi        |                                   |                           |                                                            |

| Sant'Agata Bolognese 14 aprile 2018, ore 20:30 | Knights Sant'Agata | 43 – 20 (7-14 21-0 2-0 13-6) referto | Gorillas Varese | C.S. Bellei (50 spett.) |

| Marina di Ravenna 14 aprile 2018, ore 20:30 | Chiefs Ravenna | 0 – 7 (0-7 0-0 0-0 0-0) referto | Hammers Monza Brianza | Campo Comunale (200 spett.)\| Arbitro: \| G. Virone \| |
| Arbitro:                                    | G. Virone      |                                 |                       |                                                        |

| Padova 14 aprile 2018, ore 21:00 | Saints Padova | 13 – 0 (6-0 7-0 0-0 0-0) referto | Braves Bologna | C.S. Memo Geremia (200 spett.)\| Arbitro: \| A. Maghini \| |
| Arbitro:                         | A. Maghini    |                                  |                |                                                            |

| Scandiano 14 aprile 2018, ore 21:00 | Hogs Reggio Emilia | 38 – 7 (21-0 2-7 8-0 7-0) referto | Mastiffs Canavese | Stadio Andrea Torelli (200 spett.)\| Arbitro: \| Tomaz \| |
| Arbitro:                            | Tomaz              |                                   |                   |                                                           |

| Palermo 15 aprile 2018, ore 11:45 | Sharks Palermo | 13 – 52 (7-3 6-21 0-7 0-21) referto | Warriors Bologna | C.S. Tommaso Natale\| Arbitro: \| Costarella \| |
| Arbitro:                          | Costarella     |                                     |                  |                                                 |

| Pescantina 15 aprile 2018, ore 14:00 | Mastini Verona | 42 – 0 (0-0 28-0 7-0 7-0) referto | Crusaders Cagliari | C.S. Comunale (50 spett.)\| Arbitro: \| S. d'Amato \| |
| Arbitro:                             | S. d'Amato     |                                   |                    |                                                       |

| Cernusco sul Naviglio 15 aprile 2018, ore 15:15 | Daemons Martesana | 7 – 41 (7-14 0-7 0-6 0-14) referto | Pretoriani Roma | C.S. G.Scirea (30 spett.)\| Arbitro: \| M. Bernardi \| |
| Arbitro:                                        | M. Bernardi       |                                    |                 |                                                        |

| Sarzana 15 aprile 2018, ore 15:15 | Red Jackets Sarzana | 44 – 16 (16-8 8-8 12-0 8-0) referto | Skorpions Varese | C.S. Isoppo (150 spett.)\| Arbitro: \| G. Marcuccetti \| |
| Arbitro:                          | G. Marcuccetti      |                                     |                  |                                                          |

#### 8ª giornata - Interdivisionali e recuperi
| Modena 21 aprile 2018, ore 20:00 | Vipers Modena | 47 – 12 (0-12 28-0 16-0 3-0) referto | Sentinels Isonzo | Polisportiva Saliceta S. Giuliano |

| Bienate 21 aprile 2018, ore 20:30 | Blue Storms Busto Arsizio | 40 – 6 (10-6 10-0 17-0 3-0) referto | Gorillas Varese | C.S. Bienate (150 spett.)\| Arbitro: \| V. Liguori \| |
| Arbitro:                          | V. Liguori                |                                     |                 |                                                       |

| Barletta 21 aprile 2018, ore 20:30 | Mad Bulls Barletta | 13 – 16 (d.t.s.) (6-7 7-0 0-6 0-0 0-3) referto | Bengals Brescia | C.S. Manzi-Chiapulin (100 spett.) |

| Borsano 21 aprile 2018, ore 21:00 | Frogs Legnano | 0 – 49 (0-28 0-14 0-7 0-0) referto | Hogs Reggio Emilia | C.S. Borsanese |

| San Giorgio Canavese 21 aprile 2018, ore 21:00 | Mastiffs Canavese | 0 – 36 (0-7 0-16 0-0 0-13) referto | Warriors Bologna | Campo Sportivo (150 spett.)\| Arbitro: \| Zampedri \| |
| Arbitro:                                       | Zampedri          |                                    |                  |                                                       |

| San Giuliano Terme 21 aprile 2018, ore 21:00 | West Coast Raiders | 7 – 21 (7-7 0-6 0-0 0-8) referto | Cavaliers Castelfranco Veneto | Stadio "G. Bui" (200 spett.)\| Arbitro: \| Marotti \| |
| Arbitro:                                     | Marotti            |                                  |                               |                                                       |

| Vedano Olona 22 aprile 2018, ore 13:30 | Skorpions Varese | 34 – 14 (7-0 20-0 7-8 0-6) referto | Crusaders Cagliari | Campo Skorpions Varese (90 spett.)\| Arbitro: \| G. Rizzello \| |
| Arbitro:                               | G. Rizzello      |                                    |                    |                                                                 |

#### 9ª giornata
| Vedano Olona 28 aprile 2018, ore 18:30 | Skorpions Varese | 28 – 7 (22-0 0-0 0-0 6-7) referto | Gorillas Varese | Campo Skorpions Varese (100 spett.)\| Arbitro: \| V. Liguori \| |
| Arbitro:                               | V. Liguori       |                                   |                 |                                                                 |

| Monfalcone 28 aprile 2018, ore 20:00 | Sentinels Isonzo | 6 – 45 (0-10 6-14 0-14 0-7) referto | Saints Padova | Stadio O. Cosulich (147 spett.)\| Arbitro: \| Sabidussi \| |
| Arbitro:                             | Sabidussi        |                                     |               |                                                            |

| Scandiano 28 aprile 2018, ore 20:30 | Hogs Reggio Emilia | 35 – 19 (7-0 21-6 0-6 7-7) referto | Bengals Brescia | Stadio Andrea Torelli (200 spett.)\| Arbitro: \| Camossa \| |
| Arbitro:                            | Camossa            |                                    |                 |                                                             |

| Marina di Ravenna 28 aprile 2018, ore 20:35 | Chiefs Ravenna  | 0 – 56 (0-28 0-6 0-15 0-7) referto | Pretoriani Roma | Campo Comunale (250 spett.)\| Arbitro: \| G. Sabbatinelli \| |
| Arbitro:                                    | G. Sabbatinelli |                                    |                 |                                                              |

| San Giuliano Terme 28 aprile 2018, ore 21:00 | West Coast Raiders | 13 – 7 (d.t.s.) (0-0 0-7 7-0 0-0 0-0 6-0) referto | Mad Bulls Barletta | Stadio Giovanni Bui (100 spett.)\| Arbitro: \| F. Mariotti \| |
| Arbitro:                                     | F. Mariotti        |                                                   |                    |                                                               |

| Bologna 28 aprile 2018, ore 21:01 | Braves Bologna | 14 – 0 (0-0 7-0 7-0 0-0) referto | Knights Sant'Agata | KPRO Stadium (50 spett.)\| Arbitro: \| Zampedri \| |
| Arbitro:                          | Zampedri       |                                  |                    |                                                    |

| Bologna 29 aprile 2018, ore 13:10 | Warriors Bologna | 35 – 12 (7-0 7-0 12-0 9-12) referto | Sharks Palermo | C.S. Bonzi (80 spett.)\| Arbitro: \| G. Rizzello \| |
| Arbitro:                          | G. Rizzello      |                                     |                |                                                     |

#### 10ª giornata
| Cagliari 5 maggio 2018, ore 20:00 | Crusaders Cagliari | 2 – 31 (0-0 2-10 0-7 0-14) referto | Blue Storms Busto Arsizio | C.S Monte Claro (50 spett.) |

| Castelfranco Veneto 5 maggio 2018, ore 20:00 | Cavaliers Castelfranco Veneto | 12 – 20 (12-7 0-3 0-0 0-10) referto | Mastini Verona | C.S. Comunale (150 spett.)\| Arbitro: \| F. Garlaschi \| |
| Arbitro:                                     | F. Garlaschi                  |                                     |                |                                                          |

| San Giorgio Canavese 5 maggio 2018, ore 21:00 | Mastiffs Canavese | 21 – 0 (7-0 2-0 6-0 6-0) referto | Hammers Monza Brianza | Campo Sportivo (200 spett.)\| Arbitro: \| M. Bernardi \| |
| Arbitro:                                      | M. Bernardi       |                                  |                       |                                                          |

| Sarzana 6 maggio 2018, ore 15:30 | Red Jackets Sarzana | 20 – 27 (0-6 12-7 8-7 0-7) referto | Vipers Modena | C.S. Isoppo (150 spett.)\| Arbitro: \| S. Bernini \| |
| Arbitro:                         | S. Bernini          |                                    |               |                                                      |

| Cernusco sul Naviglio 6 maggio 2018, ore 15:30 | Daemons Martesana | 56 – 0 (20-0 15-0 14-0 7-0) referto | Frogs Legnano | C.S. G.Scirea (30 spett.)\| Arbitro: \| A. Maghini \| |
| Arbitro:                                       | A. Maghini        |                                     |               |                                                       |

#### 11ª giornata
| Pescantina 12 maggio 2018, ore 14:30 | Mastini Verona | 23 – 37 (3-13 7-10 7-7 6-7) referto | Saints Padova | C.S. Comunale (100 spett.)\| Arbitro: \| G. Davis \| |
| Arbitro:                             | G. Davis       |                                     |               |                                                      |

| Varese 12 maggio 2018, ore 15:00 | Gorillas Varese | 14 – 30 (0-6 0-14 7-3 7-7) referto | Blue Storms Busto Arsizio | Jungle Field Nicolò de Peverelli (100 spett.) |

| Cagliari 12 maggio 2018, ore 20:00 | Crusaders Cagliari | 0 – 28 (0-7 0-14 0-7 0-0) referto | Skorpions Varese | C.S. Monte Claro (50 spett.) |

| Barletta 12 maggio 2018, ore 20:30 | Mad Bulls Barletta | 14 – 7 (0-7 0-0 6-0 8-0) referto | Chiefs Ravenna | C.S. Manzi-Chiapulin (100 spett.) |

| Sant'Agata Bolognese 12 maggio 2018, ore 20:30 | Knights Sant'Agata | 0 – 49 (0-21 0-14 0-7 0-7) referto | Warriors Bologna | C.S. Bellei (100 spett.)\| Arbitro: \| M. Turney \| |
| Arbitro:                                       | M. Turney          |                                    |                  |                                                     |

| Roma 13 maggio 2018, ore 15:00 | Pretoriani Roma | 57 – 13 (16-6 21-7 13-0 7-0) referto | West Coast Raiders | C.S. Gentili (400 spett.)\| Arbitro: \| Colombo \| |
| Arbitro:                       | Colombo         |                                      |                    |                                                    |

#### 12ª giornata
| Palermo 19 maggio 2018, ore 12:30 | Sharks Palermo | 9 – 7 (0-0 3-0 0-0 6-7) referto | Braves Bologna | C.S. Tommaso Natale\| Arbitro: \| Chiello \| |
| Arbitro:                          | Chiello        |                                 |                |                                              |

| Sarzana 19 maggio 2018, ore 16:00 | Red Jackets Sarzana | 30 – 49 (0-21 14-6 8-15 8-7) referto | Bengals Brescia | C.S. Isoppo (50 spett.)\| Arbitro: \| A. Maghini \| |
| Arbitro:                          | A. Maghini          |                                      |                 |                                                     |

| Pescantina 19 maggio 2018, ore 20:30 | Mastini Verona | 33 – 14 (13-0 14-6 6-0 0-8) referto | Sentinels Isonzo | C.S. Comunale (50 spett.)\| Arbitro: \| M. Turney \| |
| Arbitro:                             | M. Turney      |                                     |                  |                                                      |

| Scandiano 19 maggio 2018, ore 20:30 | Hogs Reggio Emilia | 30 – 7 (8-0 8-0 8-7 6-0) referto | Vipers Modena | Stadio Andrea Torelli (300 spett.)\| Arbitro: \| Marcuccetti \| |
| Arbitro:                            | Marcuccetti        |                                  |               |                                                                 |

| Desio 19 maggio 2018, ore 21:03 | Hammers Monza Brianza | 7 – 21 (0-7 0-7 0-7 7-0) referto | Daemons Martesana | C.S. Comunale (200 spett.)\| Arbitro: \| Liguori \| |
| Arbitro:                        | Liguori               |                                  |                   |                                                     |

| Padova 19 maggio 2018, ore 21:00 | Saints Padova | 38 – 7 (7-0 7-0 0-7 24-0) referto | Cavaliers Castelfranco Veneto | C.S. "Memo Geremia" (200 spett.)\| Arbitro: \| Z. Mancic \| |
| Arbitro:                         | Z. Mancic     |                                   |                               |                                                             |

| Bienate 20 maggio 2018, ore 14:00 | Frogs Legnano | 0 – 44 (0-12 0-24 0-8 0-0) referto | Mastiffs Canavese | Stadio di Bienate (100 spett.)\| Arbitro: \| G. Rizzello \| |
| Arbitro:                          | G. Rizzello   |                                    |                   |                                                             |

| Varese 20 maggio 2018, ore 15:00 | Gorillas Varese | 8 – 17 (8-3 0-7 0-0 0-7) referto | Chiefs Ravenna | Stadio Franco Ossola (200 spett.) |

#### Recuperi 2
| Palermo 23 maggio 2018, ore 16:00 | Sharks Palermo | 7 – 21 (0-14 0-0 0-0 7-7) referto | Mastini Verona | C.S. Tommaso Natale\| Arbitro: \| Chielli \| |
| Arbitro:                          | Chielli        |                                   |                |                                              |

#### 13ª giornata
| Sant'Agata Bolognese 26 maggio 2018, ore 18:00 | Knights Sant'Agata | 25 – 37 (13-7 0-14 6-0 6-16) referto | Sharks Palermo | C.S. Bellei (80 spett.)\| Arbitro: \| G. Sabbatinelli \| |
| Arbitro:                                       | G. Sabbatinelli    |                                      |                |                                                          |

| Castelfranco Veneto 26 maggio 2018, ore 20:00 | Cavaliers Castelfranco Veneto | 47 – 34 (7-0 14-14 14-6 12-14) referto | Sentinels Isonzo | Campo Comunale (80 spett.)\| Arbitro: \| M. Valentino \| |
| Arbitro:                                      | M. Valentino                  |                                        |                  |                                                          |

| Marina di Ravenna 26 maggio 2018, ore 20:30 | Chiefs Ravenna | 43 – 0 (7-0 7-0 22-0 7-0) referto | West Coast Raiders | Campo Comunale Terzo Sirotti (200 spett.)\| Arbitro: \| S. Bernini \| |
| Arbitro:                                    | S. Bernini     |                                   |                    |                                                                       |

| Bienate 26 maggio 2018, ore 20:30 | Blue Storms Busto Arsizio | 42 – 27 (14-0 7-6 7-7 14-14) referto | Skorpions Varese | C.S. Bienate (250 spett.)\| Arbitro: \| V. Liguori \| |
| Arbitro:                          | V. Liguori                |                                      |                  |                                                       |

| Brescia 26 maggio 2018, ore 20:30 | Bengals Brescia | 34 – 17 (6-0 8-14 7-0 13-3) referto | Vipers Modena | Centro Sportivo "Enrico Chico Nova" (160 spett.)\| Arbitro: \| Camossa \| |
| Arbitro:                          | Camossa         |                                     |               |                                                                           |

| Padova 26 maggio 2018, ore 21:00 | Saints Padova | 16 – 9 (d.t.s.) (6-3 3-0 0-0 0-6 7-0) referto | Mastini Verona | Stadio Plebiscito (200 spett.)\| Arbitro: \| S. d'Amato \| |
| Arbitro:                         | S. d'Amato    |                                               |                |                                                            |

| Bologna 26 maggio 2018, ore 21:01 | Braves Bologna | 0 – 31 (0-14 0-3 0-7 0-7) referto | Warriors Bologna | KPRO Stadium (150 spett.)\| Arbitro: \| G. Virone \| |
| Arbitro:                          | G. Virone      |                                   |                  |                                                      |

| Desio 26 maggio 2018, ore 21:05 | Hammers Monza Brianza | 53 – 6 (14-0 13-6 12-0 14-0) referto | Frogs Legnano | C.S. Comunale (100 spett.)\| Arbitro: \| Zampedri \| |
| Arbitro:                        | Zampedri              |                                      |               |                                                      |

| Varese 27 maggio 2018, ore 13:30 | Gorillas Varese | 22 – 6 (6-6 10-6 6-0 0-0) referto | Crusaders Cagliari | Jungle Field Nicolò De Peverelli (50 spett.) |

| Roma 27 maggio 2018, ore 15:30 | Pretoriani Roma | 45 – 0 (17-0 14-0 7-0 7-0) referto | Mad Bulls Barletta | Centro sportivo Fulvio Bernardini (400 spett.)\| Arbitro: \| Genise \| |
| Arbitro:                       | Genise          |                                    |                    |                                                                        |

| Cernusco sul Naviglio 27 maggio 2018, ore 15:35 | Daemons Martesana | 14 – 10 (7-0 0-3 0-7 7-0) referto | Mastiffs Canavese | C.S. G.Scirea (150 spett.) |

| Sarzana 27 maggio 2018, ore 16:00 | Red Jackets Sarzana | 8 – 35 (0-7 8-13 0-8 0-7) referto | Hogs Reggio Emilia | C.S. Isoppo (50 spett.)\| Arbitro: \| R. Passalacqua \| |
| Arbitro:                          | R. Passalacqua      |                                   |                    |                                                         |

### Classifica
Le classifiche della regular season sono le seguenti:
- PCT = percentuale di vittorie, G = partite giocate, V = partite vinte, P = partite perse, PF = punti fatti, PS = punti subiti
- La qualificazione ai playoff è indicata in verde
- La qualificazione al turno di wild card è indicata in giallo

#### Classifica Girone A
| Pos. | Squadra            | PCT   | G | V | P | PF  | PS  |
| ---- | ------------------ | ----- | - | - | - | --- | --- |
| 1    | Warriors Bologna   | 1.000 | 8 | 8 | 0 | 327 | 25  |
| 2    | Sharks Palermo     | .500  | 8 | 4 | 4 | 118 | 168 |
| 3    | Braves Bologna     | .375  | 8 | 3 | 5 | 88  | 84  |
| 4    | Knights Sant'Agata | .125  | 8 | 1 | 7 | 96  | 224 |

#### Classifica Girone B
| Pos. | Squadra            | PCT  | G | V | P | PF  | PS  |
| ---- | ------------------ | ---- | - | - | - | --- | --- |
| 1    | Pretoriani Roma    | .875 | 8 | 7 | 1 | 356 | 88  |
| 2    | Chiefs Ravenna     | .500 | 8 | 4 | 4 | 115 | 142 |
| 3    | Mad Bulls Barletta | .250 | 8 | 2 | 6 | 93  | 202 |
| 4    | West Coast Raiders | .125 | 8 | 1 | 7 | 65  | 227 |

#### Classifica Girone C
| Pos. | Squadra                   | PCT   | G | V | P | PF  | PS  |
| ---- | ------------------------- | ----- | - | - | - | --- | --- |
| 1    | Blue Storms Busto Arsizio | 1.000 | 8 | 8 | 0 | 219 | 71  |
| 2    | Skorpions Varese          | .625  | 8 | 5 | 3 | 179 | 153 |
| 3    | Gorillas Varese           | .125  | 8 | 1 | 7 | 89  | 201 |
| 4    | Crusaders Cagliari        | 125   | 8 | 1 | 7 | 61  | 237 |

#### Classifica Girone D
| Pos. | Squadra               | PCT  | G | V | P | PF  | PS  |
| ---- | --------------------- | ---- | - | - | - | --- | --- |
| 1    | Daemons Martesana     | .625 | 8 | 5 | 3 | 194 | 107 |
| 2    | Hammers Monza Brianza | .625 | 8 | 5 | 3 | 148 | 72  |
| 3    | Mastiffs Canavese     | .375 | 8 | 3 | 5 | 150 | 151 |
| 4    | Frogs Legnano         | .000 | 8 | 0 | 8 | 6   | 430 |

#### Classifica Girone E
| Pos. | Squadra                       | PCT   | G | V | P | PF  | PS  |
| ---- | ----------------------------- | ----- | - | - | - | --- | --- |
| 1    | Saints Padova                 | 1.000 | 8 | 8 | 0 | 223 | 71  |
| 2    | Mastini Verona                | .625  | 8 | 5 | 3 | 195 | 118 |
| 3    | Cavaliers Castelfranco Veneto | .625  | 8 | 5 | 3 | 199 | 168 |
| 4    | Sentinels Isonzo              | .000  | 8 | 0 | 8 | 101 | 296 |

#### Classifica Girone F
| Pos. | Squadra             | PCT  | G | V | P | PF  | PS  |
| ---- | ------------------- | ---- | - | - | - | --- | --- |
| 1    | Hogs Reggio Emilia  | .875 | 8 | 7 | 1 | 259 | 105 |
| 2    | Vipers Modena       | .750 | 8 | 6 | 2 | 232 | 126 |
| 3    | Bengals Brescia     | .625 | 8 | 5 | 3 | 176 | 154 |
| 4    | Red Jackets Sarzana | .250 | 8 | 2 | 6 | 158 | 227 |

## Playoff

### Squadre qualificate

#### Migliori prime dei gironi
- Warriors Bologna
- Hogs Reggio Emilia
- Blue Storms Busto Arsizio
- Saints Padova

#### Peggiori prime dei gironi
- Pretoriani Roma
- Daemons Martesana[41]

#### Seconde dei gironi
- Sharks Palermo
- Chiefs Ravenna
- Skorpions Varese
- Mastini Verona[42]
- Vipers Modena
- Hammers Monza Brianza

### Tabellone
|  | Wild card         | Wild card      |                           |                           | Quarti di finale | Quarti di finale |               |               | Semifinali | Semifinali |  |  | XXV Silver Bowl | XXV Silver Bowl |
|  |                   |                |                           |                           |                  |                  |               |               |            |            |  |  |                 |                 |
|  |                   |                |                           |                           | 16 giugno 2018   |                  |               |               |            |            |  |  |                 |                 |
|  | 10 giugno 2018    |                |                           |                           |                  |                  |               |               |            |            |  |  |                 |                 |
|  | Saints Padova     | 34             |                           |                           |                  |                  |               |               |            |            |  |  |                 |                 |
|  | Saints Padova     | 34             | Hammers Monza Brianza     | 0                         | 23 giugno 2018   | 23 giugno 2018   |               |               |            |            |  |  |                 |                 |
|  |                   | Mastini Verona | Hammers Monza Brianza     | 0                         | 23 giugno 2018   | 23 giugno 2018   | 7             |               |            |            |  |  |                 |                 |
|  | Mastini Verona    | Mastini Verona | 45                        |                           | Saints Padova    | 3                | 7             |               |            |            |  |  |                 |                 |
|  | Mastini Verona    | 16 giugno 2018 | 45                        |                           | Saints Padova    | 3                |               |               |            |            |  |  |                 |                 |
|  | 10 giugno 2018    | 10 giugno 2018 |                           | Pretoriani Roma           | 28               |                  |               |               |            |            |  |  |                 |                 |
|  | 10 giugno 2018    | 10 giugno 2018 | Hogs Reggio Emilia        | Pretoriani Roma           | 28               | 14               |               |               |            |            |  |  |                 |                 |
|  | Pretoriani Roma   | 41             | Hogs Reggio Emilia        |                           |                  | 14               | 7 luglio 2018 | 7 luglio 2018 |            |            |  |  |                 |                 |
|  | Pretoriani Roma   | 41             |                           | Pretoriani Roma           | 16               |                  | 7 luglio 2018 | 7 luglio 2018 |            |            |  |  |                 |                 |
|  | Chiefs Ravenna    | 7              |                           | Pretoriani Roma           | 16               | Pretoriani Roma  | 14            |               |            |            |  |  |                 |                 |
|  | Chiefs Ravenna    | 7              | 16 giugno 2018            |                           |                  | Pretoriani Roma  | 14            |               |            |            |  |  |                 |                 |
|  | 9 giugno 2018     | 9 giugno 2018  |                           | Warriors Bologna          | 30               |                  |               |               |            |            |  |  |                 |                 |
|  | 9 giugno 2018     | 9 giugno 2018  | Warriors Bologna          | Warriors Bologna          | 30               | 47               |               |               |            |            |  |  |                 |                 |
|  | Vipers Modena     | 40             | Warriors Bologna          | 23 giugno 2018            | 23 giugno 2018   | 47               |               |               |            |            |  |  |                 |                 |
|  | Vipers Modena     | 40             |                           | 23 giugno 2018            | 23 giugno 2018   | Vipers Modena    | 0             |               |            |            |  |  |                 |                 |
|  | Skorpions Varese  | 33             |                           | Warriors Bologna          | 26               | Vipers Modena    | 0             |               |            |            |  |  |                 |                 |
|  | Skorpions Varese  | 33             | 17 giugno 2018            | Warriors Bologna          | 26               |                  |               |               |            |            |  |  |                 |                 |
|  | 9 giugno 2018     | 9 giugno 2018  |                           | Blue Storms Busto Arsizio | 3                |                  |               |               |            |            |  |  |                 |                 |
|  | 9 giugno 2018     | 9 giugno 2018  | Blue Storms Busto Arsizio | Blue Storms Busto Arsizio | 3                | 26               |               |               |            |            |  |  |                 |                 |
|  | Daemons Martesana | 25             | Blue Storms Busto Arsizio |                           |                  | 26               |               |               |            |            |  |  |                 |                 |
|  | Daemons Martesana | 25             |                           | Daemons Martesana         | 21               |                  |               |               |            |            |  |  |                 |                 |
|  | Sharks Palermo    | 19             |                           | Daemons Martesana         | 21               |                  |               |               |            |            |  |  |                 |                 |
|  | Sharks Palermo    | 19             |                           |                           |                  |                  |               |               |            |            |  |  |                 |                 |

### Wild Card
| Bergamo 9 giugno 2018, ore 14:00 | Daemons Martesana | 25 – 19 (d.t.s.) (0-0 7-6 0-7 6-0 12-6) referto | Sharks Palermo | Lions Field (20 spett.)\| Arbitro: \| A. Maghini \| |
| Arbitro:                         | A. Maghini        |                                                 |                |                                                     |

| Modena 9 giugno 2018, ore 21:00 | Vipers Modena | 40 – 33 (d.t.s.) (0-6 6-13 7-0 20-14 7-0) referto | Skorpions Varese | Polisportiva Saliceta San Giuliano |

| Roma 10 giugno 2018, ore 15:00 | Pretoriani Roma | 41 – 7 (7-0 14-0 12-7 8-0) referto | Chiefs Ravenna | C.S. Gentili (420 spett.)\| Arbitro: \| A. Chiello \| |
| Arbitro:                       | A. Chiello      |                                    |                |                                                       |

| Desio 10 giugno 2018, ore 18:03 | Hammers Monza Brianza | 0 – 45 (0-10 0-21 0-7 0-7) referto | Mastini Verona | C.S. Comunale (150 spett.)\| Arbitro: \| Sala \| |
| Arbitro:                        | Sala                  |                                    |                |                                                  |

### Quarti di finale
| Scandiano 16 giugno 2018, ore 20:35 | Hogs Reggio Emilia | 14 – 16 (0-7 0-0 0-6 14-3) referto | Pretoriani Roma | Stadio Andrea Torelli (300 spett.)\| Arbitro: \| Sala \| |
| Arbitro:                            | Sala               |                                    |                 |                                                          |

| Padova 16 giugno 2018, ore 21:00 | Saints Padova | 34 – 7 (6-0 6-7 6-0 16-0) referto | Mastini Verona | Stadio Plebiscito (400 spett.)\| Arbitro: \| Tomaz \| |
| Arbitro:                         | Tomaz         |                                   |                |                                                       |

| Bologna 16 giugno 2018, ore 21:00 | Warriors Bologna | 47 – 0 (20-0 20-0 0-0 7-0) referto | Vipers Modena | Alfheim Field – Centro sportivo "Giorgio Bernardi" (350 spett.)\| Arbitro: \| A. Maghini \| |
| Arbitro:                          | A. Maghini       |                                    |               |                                                                                             |

| Bienate 17 giugno 2018, ore 18:00 | Blue Storms Busto Arsizio | 26 – 21 (9-7 7-0 7-0 3-14) referto | Daemons Martesana | C.S. Bienate (300 spett.)\| Arbitro: \| G. Virone \| |
| Arbitro:                          | G. Virone                 |                                    |                   |                                                      |

### Semifinali
| Bologna 23 giugno 2018, ore 21:00 | Warriors Bologna | 26 – 3 (7-0 13-0 0-3 6-0) referto | Blue Storms Busto Arsizio | Alfheim Field – Centro sportivo "Giorgio Bernardi" (350 spett.)\| Arbitro: \| F. Mariotti \| |
| Arbitro:                          | F. Mariotti      |                                   |                           |                                                                                              |

| Padova 23 giugno 2018, ore 21:00 | Saints Padova | 3 – 28 (0-14 0-0 3-6 0-8) referto | Pretoriani Roma | Stadio Plebiscito (400 spett.)\| Arbitro: \| Sala \| |
| Arbitro:                         | Sala          |                                   |                 |                                                      |

### XXV Silver Bowl
| Arbitri: | A. Maghini Camossa F. Garlaschi N. Janicijevic Zampedri U. di Bari A. Visconti |

| |           | |
| Y. Yustman 4':47" Q4 (TD) 22yd pass from A. di Giorgio Y. Yustman Q4 (tpc) pass from L. d'Ottavi Y. Yustman 2':55" Q4 (TD) 20yd pass from L. d'Ottavi | Marcatori | Scaglia 11':54" Q2 (TD) 4yd run E. Gulisano Q2 (pat) E. Gulisano 7':07" Q2 (FG) 38yd E. Cira 2':25" Q2 (TD) yd run E. Gulisano Q2 (pat) N. Foresti 6':36" Q3 (TD) 1yd run Parlangeli 10':46" Q4 (TD) 23yd pass from Scaglia E. Gulisano Q4 (pat) |

## Verdetti
- Warriors Bologna Vincitori del Silver Bowl 2018

## All Star Game
| Castel Giorgio 22 luglio 2018 | Nord | 6 – 14 | Sud | Stadio Vince Lombardi |

## Marcatori
| Giocatore     | Sq.                           | TD rush | TD recv | TD int | TD p.ret | TD k.ret | TD oth | Xp1  | Xp2 | FG  | Saf | Totale |
| ------------- | ----------------------------- | ------- | ------- | ------ | -------- | -------- | ------ | ---- | --- | --- | --- | ------ |
| A. di Giorgio | Pretoriani Roma               | 10+1    | 0+0     | 0+0    | 0+0      | 0+1      | 0+0    | 36+4 | 2+2 | 1+1 | 0+0 | 126    |
| T. Masiero    | Saints Padova                 | 13+1    | 2+0     | 0+0    | 0+0      | 2+0      | 0+0    | 0+0  | 0+0 | 0+0 | 0+0 | 108    |
| L. Sensi      | Pretoriani Roma               | 10+3    | 1+0     | 0+0    | 0+0      | 1+0      | 0+0    | 0+0  | 0+0 | 0+0 | 0+0 | 90     |
| E. Goldoni    | Vipers Modena                 | 9+3     | 2+0     | 0+0    | 0+0      | 0+0      | 0+0    | 0+0  | 2+0 | 0+0 | 0+0 | 88     |
| 2 giocatori   | 86                            |         |         |        |          |          |        |      |     |     |     |        |
| T. Alivernini | Pretoriani Roma               | 10+2    | 0+0     | 0+0    | 0+0      | 0+0      | 1+0    | 0+0  | 1+0 | 0+0 | 0+0 | 80     |
| E. Cira       | Warriors Bologna              | 9+3     | 0+0     | 0+0    | 0+0      | 0+0      | 0+0    | 0+0  | 1+0 | 0+0 | 0+0 | 74     |
| R. Buriani    | Hogs Reggio Emilia            | 9+1     | 0+0     | 0+0    | 0+0      | 0+0      | 0+0    | 0+0  | 5+0 | 0+0 | 0+0 | 70     |
| M. Savoia     | Mastini Verona                | 6+4     | 0+1     | 0+0    | 0+0      | 0+0      | 0+0    | 0+0  | 1+0 | 0+0 | 0+0 | 68     |
| Piazzi        | Skorpions Varese              | 0       | 10      | 0      | 0        | 0        | 0      | 0    | 0   | 0   | 0   | 60     |
| 2 giocatori   | 58                            |         |         |        |          |          |        |      |     |     |     |        |
| 2 giocatori   | 56                            |         |         |        |          |          |        |      |     |     |     |        |
| 2 giocatori   | 54                            |         |         |        |          |          |        |      |     |     |     |        |
| A. Verne      | Red Jackets Sarzana           | 0       | 8       | 0      | 0        | 0        | 0      | 0    | 2   | 0   | 0   | 52     |
| 2 giocatori   | 48                            |         |         |        |          |          |        |      |     |     |     |        |
| 4 giocatori   | 42                            |         |         |        |          |          |        |      |     |     |     |        |
| S. Grimoldi   | Daemons Martesana             | 5+1     | 0+0     | 0+0    | 0+0      | 0+0      | 0+0    | 0+0  | 1+0 | 0+0 | 0+0 | 38     |
| 6 giocatori   | 36                            |         |         |        |          |          |        |      |     |     |     |        |
| F. Ferrari    | Gorillas Varese               | 0       | 4       | 0      | 0        | 0        | 0      | 4    | 1   | 1   | 0   | 33     |
| 4 giocatori   | 32                            |         |         |        |          |          |        |      |     |     |     |        |
| 6 giocatori   | 30                            |         |         |        |          |          |        |      |     |     |     |        |
| 2 giocatori   | 28                            |         |         |        |          |          |        |      |     |     |     |        |
| 2 giocatori   | 27                            |         |         |        |          |          |        |      |     |     |     |        |
| 3 giocatori   | 26                            |         |         |        |          |          |        |      |     |     |     |        |
| 11 giocatori  | 24                            |         |         |        |          |          |        |      |     |     |     |        |
| M. Agostinis  | Sentinels Isonzo              | 0       | 3       | 0      | 0        | 0        | 0      | 0    | 2   | 0   | 0   | 22     |
| 6 giocatori   | 20                            |         |         |        |          |          |        |      |     |     |     |        |
| M. Gangi      | Blue Storms Busto Arsizio     | 0       | 3       | 0      | 0        | 0        | 0      | 1    | 0   | 0   | 0   | 19     |
| 17 giocatori  | 18                            |         |         |        |          |          |        |      |     |     |     |        |
| 3 giocatori   | 16                            |         |         |        |          |          |        |      |     |     |     |        |
| L. Bezzi      | Chiefs Ravenna                | 0+0     | 1+0     | 0+0    | 0+0      | 0+0      | 0+0    | 8+1  | 0+0 | 0+0 | 0+0 | 15     |
| 3 giocatori   | 14                            |         |         |        |          |          |        |      |     |     |     |        |
| 25 giocatori  | 12                            |         |         |        |          |          |        |      |     |     |     |        |
| 2 giocatori   | 11                            |         |         |        |          |          |        |      |     |     |     |        |
| 2 giocatori   | 10                            |         |         |        |          |          |        |      |     |     |     |        |
| 2 giocatori   | 9                             |         |         |        |          |          |        |      |     |     |     |        |
| 9 giocatori   | 8                             |         |         |        |          |          |        |      |     |     |     |        |
| L. Celeghin   | Cavaliers Castelfranco Veneto | 0       | 0       | 0      | 0        | 0        | 0      | 7    | 0   | 0   | 0   | 7      |
| 89 giocatori  | 6                             |         |         |        |          |          |        |      |     |     |     |        |
| 2 giocatori   | 5                             |         |         |        |          |          |        |      |     |     |     |        |
| 7 giocatori   | 4                             |         |         |        |          |          |        |      |     |     |     |        |
| 3 giocatori   | 3                             |         |         |        |          |          |        |      |     |     |     |        |
| 24 giocatori  | 2                             |         |         |        |          |          |        |      |     |     |     |        |
| 2 giocatori   | 1                             |         |         |        |          |          |        |      |     |     |     |        |

- Miglior marcatore della stagione regolare: A. di Giorgio ( Pretoriani Roma), 103
- Miglior marcatore dei playoff: M. Savoia ( Mastini Verona), 30
- Miglior marcatore della stagione: A. di Giorgio ( Pretoriani Roma), 120

## Passer rating
La classifica tiene in considerazione soltanto i quarterback con almeno 10 lanci effettuati; la classifica è calcolata sul rating NCAA.
| Giocatore        | Sq.                           | G   | Att    | Comp  | Int  | Yds      | TD   | NFL   | NCAA   |
| ---------------- | ----------------------------- | --- | ------ | ----- | ---- | -------- | ---- | ----- | ------ |
| Scaglia          | Warriors Bologna              | 8+3 | 159+61 | 80+27 | 6+2  | 1175+378 | 19+7 | 96,27 | 139,66 |
| L. d'Ottavi      | Pretoriani Roma               | 5+4 | 75+60  | 40+29 | 1+3  | 533+405  | 7+6  | 93,38 | 135,33 |
| Lazzaretti       | Hogs Reggio Emilia            | 8+1 | 28+6   | 14+1  | 1+0  | 273+24   | 2+0  | 82,60 | 131,02 |
| G. Tinti         | Bengals Brescia               | 5   | 86     | 35    | 6    | 574      | 11   | 74,32 | 125,02 |
| Passera          | Skorpions Varese              | 8+1 | 123+22 | 51+11 | 4+0  | 799+120  | 13+2 | 87,11 | 124,62 |
| D. Turotti       | Bengals Brescia               | 3   | 61     | 26    | 0    | 363      | 5    | 89,72 | 119,66 |
| N. Zacchettin    | Saints Padova                 | 7+2 | 97+48  | 55+21 | 0+2  | 686+278  | 6+0  | 81,51 | 119,16 |
| N. Foresti       | Warriors Bologna              | 4+1 | 13+2   | 7+0   | 1+1  | 89+0     | 2+0  | 65,69 | 113,84 |
| A. Zambon        | Cavaliers Castelfranco Veneto | 8   | 271    | 135   | 9    | 1629     | 15   | 73,25 | 111,93 |
| F. Malta         | Chiefs Ravenna                | 7+1 | 156+12 | 80+7  | 5+1  | 826+21   | 9+0  | 69,22 | 104,67 |
| A. Ruozzi        | Hogs Reggio Emilia            | 6   | 17     | 9     | 1    | 88       | 1    | 62,87 | 104,07 |
| R. Buchi         | Red Jackets Sarzana           | 7   | 134    | 48    | 10   | 774      | 14   | 59,73 | 103,89 |
| E. Minuti        | Daemons Martesana             | 3   | 22     | 14    | 2    | 112      | 1    | 53,60 | 103,22 |
| U. Barile        | Vipers Modena                 | 8+2 | 50+23  | 19+4  | 2+4  | 356+59   | 8+0  | 54,31 | 98,99  |
| J. Baidal Macias | Daemons Martesana             | 8+2 | 194+84 | 89+51 | 13+5 | 962+519  | 10+4 | 56,06 | 98,78  |
| R. Delcuratolo   | Mad Bulls Barletta            | 8   | 157    | 64    | 14   | 754      | 11   | 42,26 | 86,39  |
| Arena            | Skorpions Varese              | 4+1 | 10+1   | 4+0   | 1+0  | 49+0     | 1+0  | 43,37 | 85,60  |
| C. Carminati     | Mastini Verona                | 8+2 | 183+53 | 73+24 | 4+3  | 631+298  | 5+2  | 52,03 | 81,58  |
| A. Arduini       | Sentinels Isonzo              | 8   | 196    | 85    | 8    | 796      | 7    | 50,04 | 81,10  |
| A. Albanese      | Sharks Palermo                | 8+1 | 206+31 | 73+19 | 4+1  | 780+244  | 5+1  | 52,08 | 79,25  |
| M. Salvo         | Knights Sant'Agata            | 2   | 13     | 5     | 0    | 63       | 0    | 54,33 | 79,17  |
| L. Campora       | West Coast Raiders            | 2   | 37     | 12    | 2    | 213      | 1    | 39,58 | 78,90  |
| Gementi          | Blue Storms Busto Arsizio     | 6+2 | 95+35  | 34+10 | 3+2  | 507+93   | 4+1  | 46,31 | 77,62  |
| M. Meloni        | Crusaders Cagliari            | 6   | 32     | 15    | 2    | 113      | 1    | 40,23 | 74,35  |
| G. Giorgetti     | Gorillas Varese               | 8   | 95     | 26    | 13   | 525      | 8    | 35,60 | 74,21  |
| S. Breggiè       | Saints Padova                 | 2+1 | 20+2   | 7+1   | 1+0  | 97+24    | 0+0  | 36,36 | 73,47  |
| P. Slusarz       | Knights Sant'Agata            | 7   | 115    | 42    | 6    | 486      | 3    | 37,08 | 70,19  |
| D. Negretto      | Braves Bologna                | 8   | 108    | 49    | 7    | 438      | 1    | 32,87 | 69,53  |
| S. Meloni        | Crusaders Cagliari            | 8   | 130    | 56    | 9    | 448      | 4    | 33,75 | 68,33  |
| A. Campora       | West Coast Raiders            | 6   | 131    | 52    | 10   | 513      | 4    | 29,85 | 67,40  |
| G. Naretto       | Mastiffs Canavese             | 6   | 43     | 15    | 3    | 149      | 2    | 32,03 | 65,39  |
| S. Camagni       | Hammers Monza Brianza         | 8+1 | 119+21 | 33+5  | 9+4  | 629+67   | 5+0  | 21,01 | 62,12  |
| S. Colombo       | Blue Storms Busto Arsizio     | 2   | 12     | 5     | 2    | 34       | 1    | 37,50 | 59,63  |
| F. Nicoletti     | Mastiffs Canavese             | 3   | 14     | 3     | 3    | 53       | 2    | 42,86 | 57,51  |
| L. Cazzamani     | Mastiffs Canavese             | 3   | 33     | 7     | 2    | 76       | 2    | 34,53 | 48,44  |
| F. Forster       | Pretoriani Roma               | 3+1 | 10+4   | 3+1   | 2+0  | 24+15    | 1+0  | 23,81 | 46,97  |
| L. Marighella    | Chiefs Ravenna                | 1+1 | 25+1   | 5+0   | 4+0  | 64+0     | 0+0  | 0,00  | 9,14   |
| d'Agostino       | Frogs Legnano                 | 5   | 53     | 6     | 7    | 65       | 0    | 0,00  | -4,79  |
| Grassi           | Frogs Legnano                 | 2   | 27     | 4     | 8    | 79       | 0    | 0,00  | -19,87 |

- Miglior QB della stagione regolare: Lazzaretti ( Hogs Reggio Emilia), 148,33
- Miglior QB dei playoff: A. Albanese ( Sharks Palermo), 131,60
- Miglior QB della stagione: Scaglia ( Warriors Bologna), 139,66